# Цельтінген-Рахтіг
Цельтінген-Рахтіг (нім. Zeltingen-Rachtig) — громада в Німеччині, розташована в землі Рейнланд-Пфальц. Входить до складу району Бернкастель-Віттліх. Складова частина об'єднання громад Бернкастель-Кюс.
Площа — 16,94 км2. Населення становить 2201 ос. (станом на 31 грудня 2020).

## Галерея

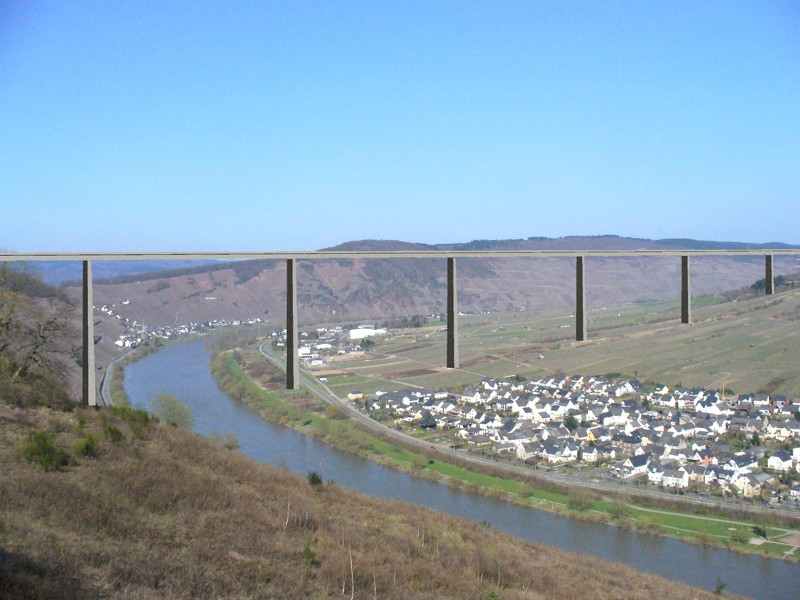
links
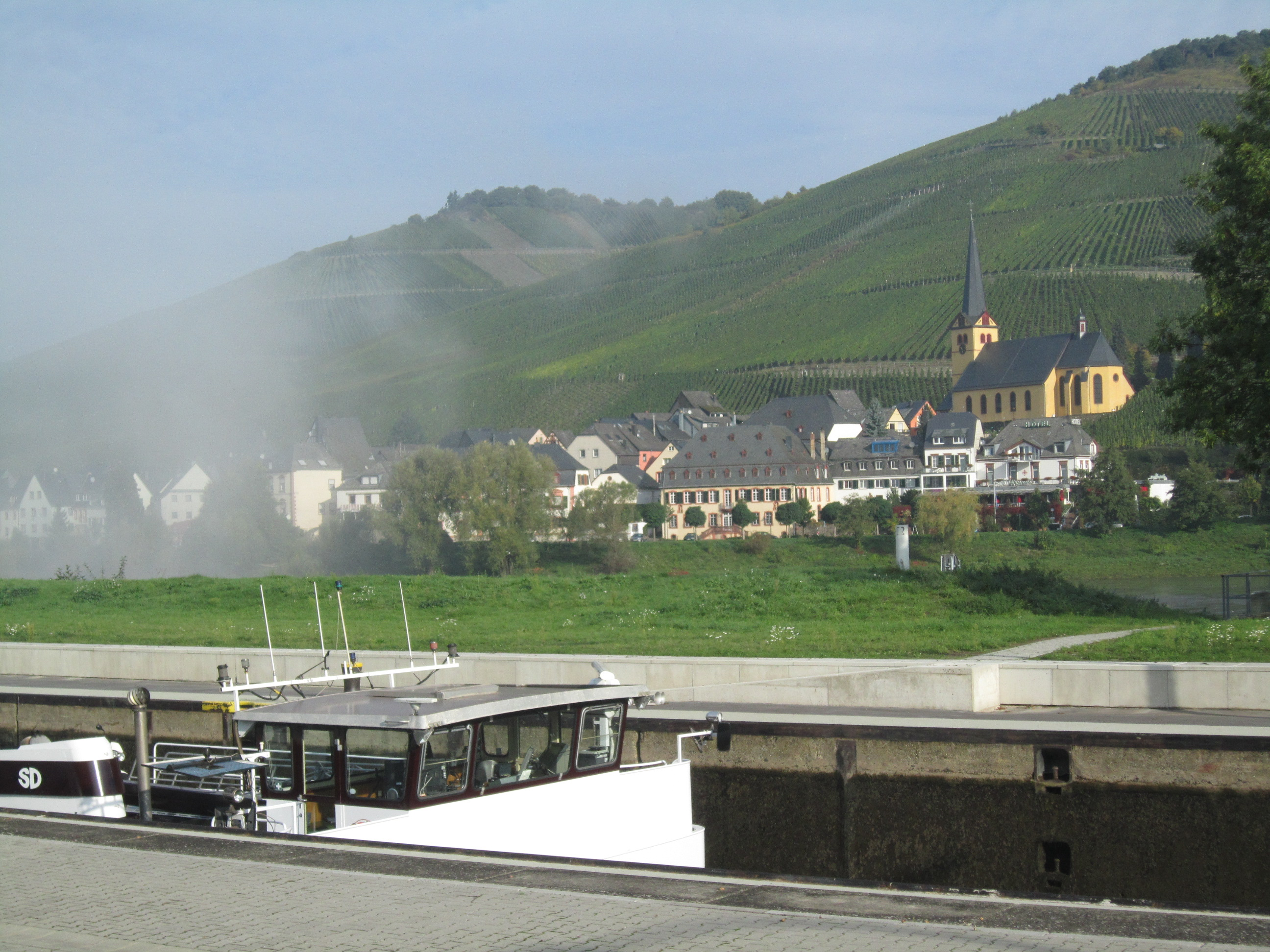
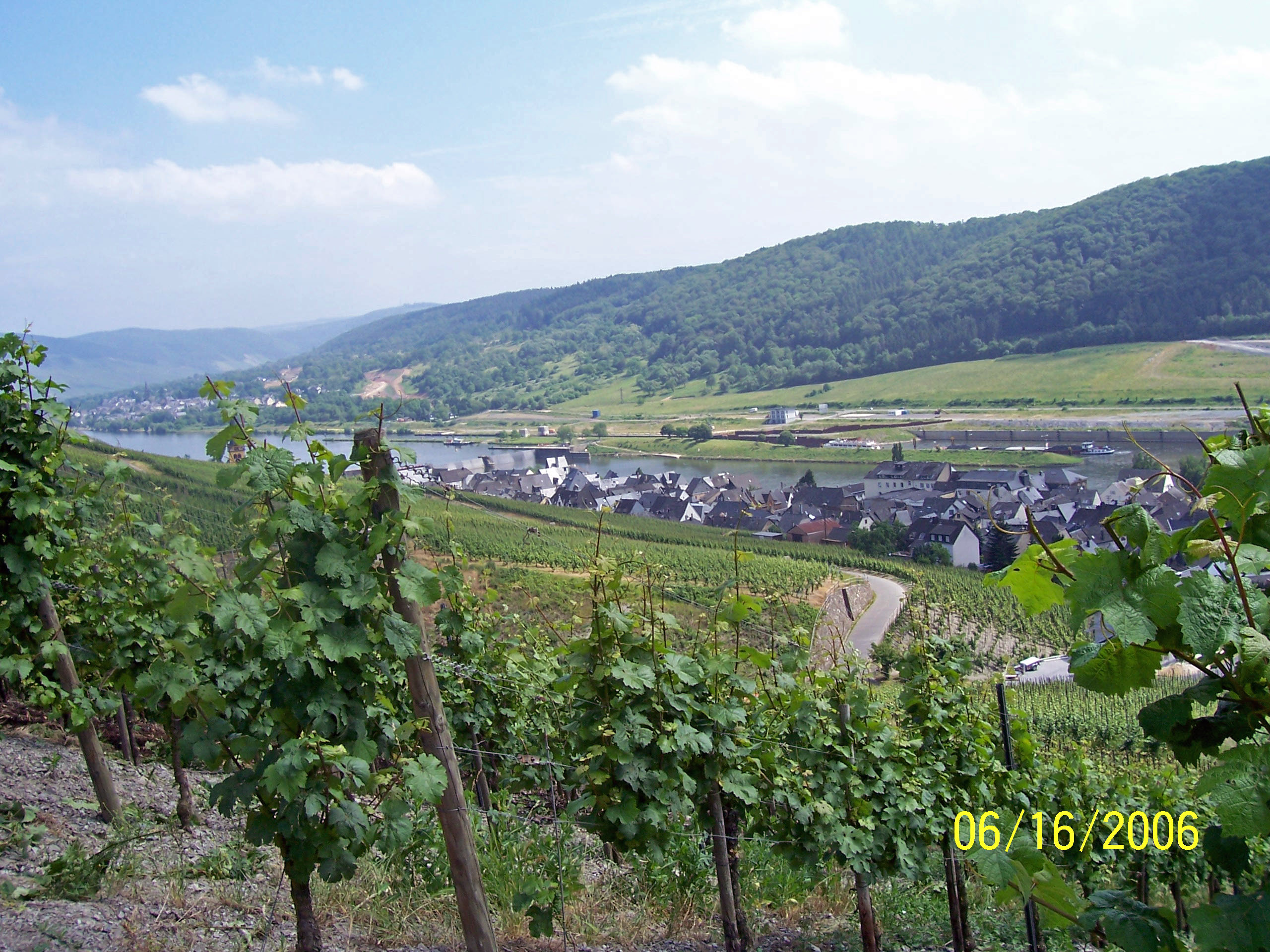
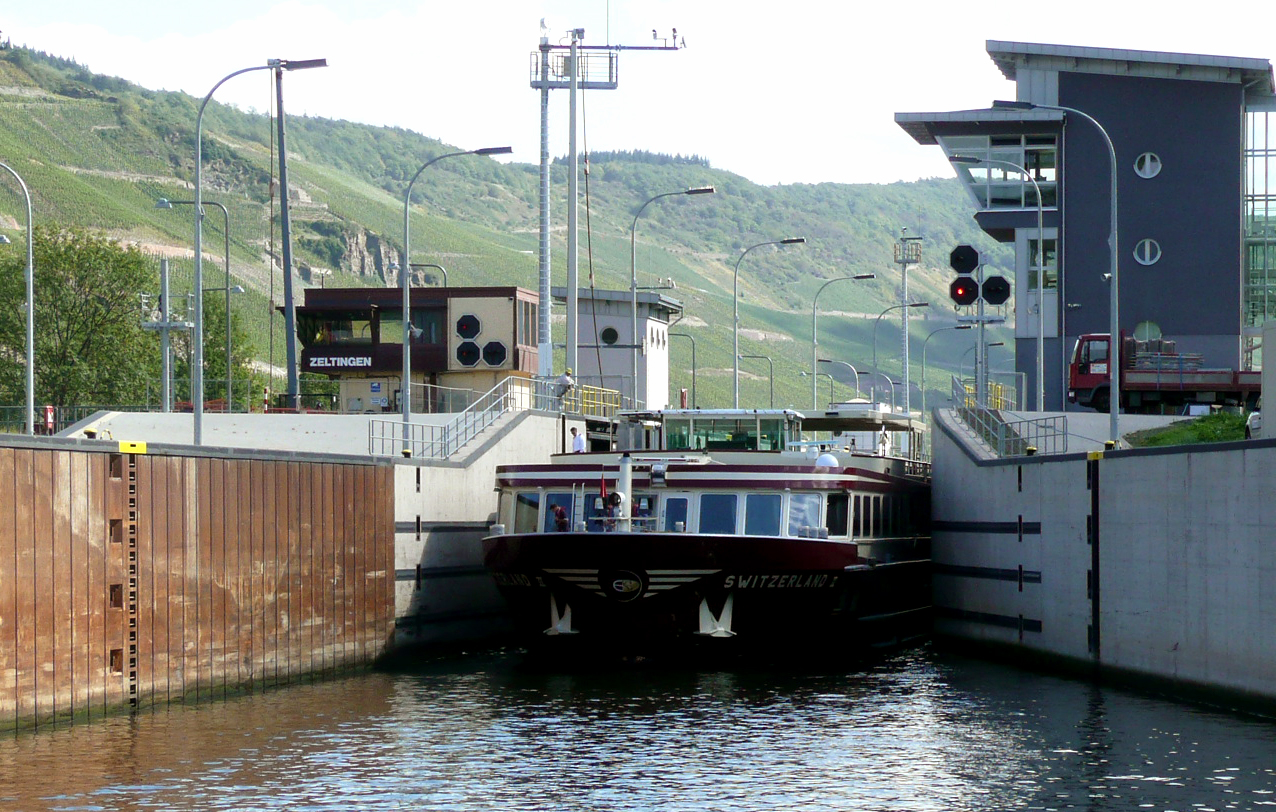